# Spokes Mashiyane
Spokes Mashiyane (* 20. Januar 1933 in Vlakfontein, Transvaal; † 9. Februar 1972 in Soweto, Johannesburg; eigentlich Johannes Mashiyane) war ein südafrikanischer Pennywhistle-Spieler und Saxophonist. Er gilt als einer der bedeutendsten Kwela-Musiker. Sein Spitzname bezieht sich auf die Speichen eines Fahrrads.

## Leben
Mashiyane wurde in der ehemaligen Provinz Transvaal auf dem Gebiet der heutigen Provinz Gauteng geboren. Als Hirtenjunge lernte er, eine Schilfflöte mit drei Löchern zu spielen. Er zog nach Johannesburg und erwarb eine Pennywhistle. Damit trat er als Straßenmusiker auf und wurde mit seinem Gitarristen Allen Kwela von Talentsuchern des Labels Trutone Records entdeckt. In den 1950er Jahren war er einer der bekanntesten Musiker in Südafrika. Er spielte Kwela-Musik, die damals in den Townships die populärste Form der Straßenmusik war. In diesem Genre nahm er zahlreiche Schallplatten auf. Er war Frontmann der Solven Whistlers und der All-Star Flutes. Gelegentlich spielte er mit den Skylarks, deren bekanntestes Mitglied Miriam Makeba war. 1958 wechselte er zum Label Gallo, wo er der erste schwarze Südafrikaner war, der Tantiemen erhielt. Im selben Jahr stieg er auf das Saxophon um und hatte einen Hit mit Big Joe Special. Kwela-Musik verlor ab 1962 an Beliebtheit. 1964 heiratete Mashiyane. Er verarmte und starb 1972 im Baragwanath Hospital in Soweto an Leberzirrhose. Mashiyane hinterließ seine Frau und zwei Söhne.

## Diskografie

### Alben
- 1958: King Kwela! (Rave)
- ca. 1960: Spokes of Africa (Gallotone)
- 1990: King of Kwela (Trojan World)
- 1991: King Kwela! (Gallo)

### Singles
- 1954: Kwela Speaks (EP, Rave)
- 1954: Ace Blues (Rave)
- 1961: Se Hong-Hong (New Sound, Gallo)
- Spokes’ Big Four (EP, New Sound, Gallo)
- Banana ba Rustenburg (EP, Gallotone)
- mit The Romantic Boys: Spokes Mashoyane and His Big Five (EP, Gallotone)
- mit Jack Lerole: So tanzt man in Afrika (Bertelsmann Schallplattenring)

### Stücke auf Kompilationen
- 1991: Banana ba Rustenburg auf Drum – South African Jazz and Jive 1954–1960 (Monsun)